# Gródek (Ruszkowice)
Gródek – zniesiona nazwa przysiółka wsi Ruszkowice w Polsce, położony w województwie mazowieckim, w powiecie przysuskim, w gminie Borkowice.
Nazwa miejscowości została zniesiona z 2022 r.
W latach 1975–1998 przysiółek administracyjnie należała do województwa radomskiego.